# New York & Atlantic Railway
De New York & Atlantic Railway (reporting mark NYA) is een spoorwegbedrijf in de Verenigde Staten. Het bedrijf verzorgt goederenvervoer op Long Island, New York. Het moederbedrijf is de Anacostia & Pacific Company, een bedrijf dat meerdere shortlines in de Verenigde Staten exploiteert.

## Long Island Railroad
In het oosten van de VS had en heeft het reizigersvervoer een sterke positie ten opzichte van het
goederenvervoer. Na de Tweede Wereldoorlog nam het reizigersvervoer echter af door de concurrentie van auto en vliegtuig en de kosten namen toe. Spoorwegmaatschappijen stootten het reizigersvervoer af en concentreerden zich op het winstgevende goederenvervoer.
De Long Island Railroad (LIRR) maakte echter winst om het forensenvervoer en beschouwde zijn goederendienst als een belemmering. De LIRR besloot het goederenvervoer af te stoten. De overheid wilde echter meer goederenvervoer per spoor in New York en gaf in 1997 een concessie aan een nieuw bedrijf: de New York & Atlantic Railway.

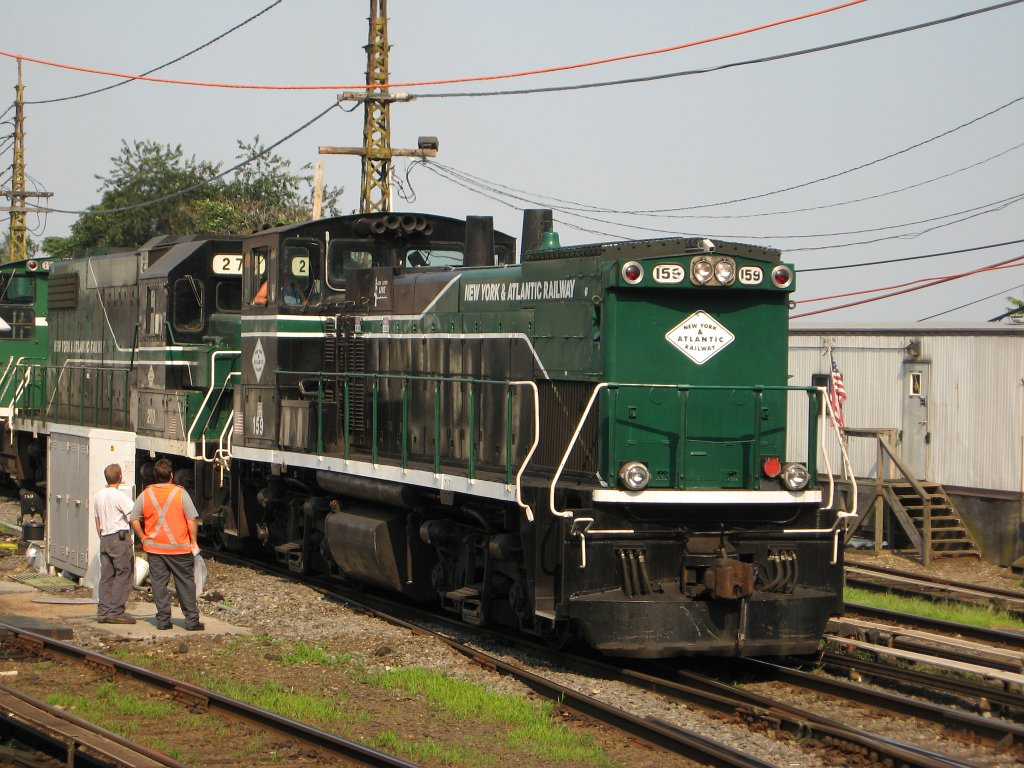
New York & Atlantic Railway EMD MP15AC lok nummer 159, Jamaica Railroad Station

## Goederendienst
De NYA rijdt goederentreinen over 269 mijl aan spoorweg op Long Island. Omdat alle rails in eigendom
is van de LIRR moet de NYA zijn best doen om tussen het zeer drukke reizigersverkeer heen zijn treinen te laten rijden. Ze vervoeren producten als hout, papier, plastics en voedingsmiddelen. Elf locomotieven zorgen voor de tractie. Per jaar worden zo’n 20.000 wagenladingen vervoerd.
De NYA rijdt alleen op Long Island en is voor de aan- en afvoer van wagens afhankelijk van andere
spoorwegbedrijven. Via de Hell Gate Bridge is er een connectie met CSX, Canadian Pacific en de Providence & Worchester, en via de carfloats van de New York Cross Harbor met Norfolk Southern.